# Grecia en los Juegos Olímpicos de Tokio 1964
Grecia estuvo representada en los Juegos Olímpicos de Tokio 1964 por un total de 18 deportistas que compitieron en 4 deportes.  
El portador de la bandera en la ceremonia de apertura fue el atleta Yeoryios Marsellos. El equipo olímpico griego no obtuvo ninguna medalla en estos Juegos.